# Vincent Vittoz
Vincent Vittoz (Annecy (Haute-Savoie), 17 juli 1975) is een Franse langlaufer. Hij vertegenwoordigde zijn vaderland op de Olympische Winterspelen 1998 in Nagano, Japan, de Olympische Winterspelen 2002 in Salt Lake City, Verenigde Staten en op de Olympische Winterspelen 2006 in Turijn, Italië.

## Carrière
Vittoz scoorde bij zijn wereldbeker debuut, in januari 1996 in Nové Město, Tsjechië, direct wereldbekerpunten. Op de wereldkampioenschappen langlaufen 1997 in het Noorse, Trondheim eindigde de Fransman als zestiende op de 30 kilometer vrije stijl, op zowel de achtervolging als de 10 kilometer klassieke eindigde hij op de achtentwintigste plaats. Tijdens de Olympische Winterspelen van 1998 in Nagano, Japan eindigde Vittoz als negentiende op de achtervolging, als eenentwintigste op de 50 kilometer vrije stijl en als vierentwintigste op de 10 kilometer klassiek. Samen met Patrick Remy, Hervé Balland en Philippe Sanchez eindigde hij als dertiende op de 4x10 kilometer estafette. In Nové Město eindigde de Fransman in januari 1999 voor de eerste maal in de top tien van een wereldbekerwedstrijd. In het Oostenrijkse Ramsau nam Vittoz deel aan de wereldkampioenschappen langlaufen 1999, op dit toernooi eindigde hij als vijfenveertigste op de 10 kilometer klassiek. In december 2000 wist de Fransman tijdens een wereldbekerwedstrijd in het Italiaanse Santa Caterina voor het eerst in zijn carrière op het podium te finishen. Op de wereldkampioenschappen langlaufen 2001 in Lahti, Finland eindigde Vittoz als negentiende op de 20 kilometer achtervolging, als eenentwintigste op de 15 kilometer klassiek en als dertigste op het onderdeel sprint. Tijdens de Olympische Winterspelen van 2002 in het Amerikaanse Salt Lake City eindigde Vittoz als elfde op de 30 kilometer vrije stijl en als dertiende op de 20 kilometer achtervolging. Op de estafette eindigde hij samen met Alexandre Rousselet, Christophe Perrillat en Emmanuel Jonnier op de achtste plaats.

### 2002-2006
Op 23 november 2002 boekte de Fransman in het Zweedse Kiruna zijn eerste wereldbekerzege. In het Italiaanse Val di Fiemme nam Vittoz deel aan de wereldkampioenschappen langlaufen 2003, op dit toernooi eindigde hij als zesde op kilometer vrije stijl en als achtentwintigste op de 20 kilometer achtervolging. Samen met Alexandre Rousselet, Emmanuel Jonnier en Stephane Passeron eindigde hij als elfde op de 4x10 kilometer estafette. In het seizoen 2004/2005 boekte de Fransman drie wereldbekerzeges en eindigde hij als tweede in het algemeen klassement. Na zijn zege in Nové Město op 15 januari werd Vittoz positief bevonden, doordat de contra-expertise negatief bleek mocht hij gewoon deelnemen aan de wereldkampioenschappen langlaufen 2005 in Oberstdorf. Op dit toernooi veroverde hij de wereldtitel op de 30 kilometer achtervolging en eindigde hij als zesde op de 15 kilometer vrije stijl. Samen met Emmanuel Jonnier eindigde hij als vijfde op het onderdeel teamsprint, op de estafette eindigde hij samen met Christophe Perrillat, Emmanuel Jonnier en Alexandre Rousselet op de zesde plaats. Tijdens de Olympische Winterspelen van 2006 in Turijn, Italië eindigde de Fransman als zesde op de 30 kilometer achtervolging, als negende op de 50 kilometer vrije stijl en als veertiende op de 15 kilometer klassiek. Samen met Christophe Perrillat, Alexandre Rousselet en Emmanuel Jonnier eindigde hij als vierde op de 4x10 kilometer estafette.

### 2006-heden
Tijdens de eerste Tour de Ski boekte Vittoz één etappezege en eindigde hij als achttiende in het algemeen klassement. Op de wereldkampioenschappen langlaufen 2007 in Sapporo, Japan eindigde de Fransman als tiende op de 30 kilometer achtervolging, op de estafette eindigde hij samen met Jean-Marc Gaillard, Emmanuel Jonnier en Alexandre Rousselet op de vijfde plaats. Aan het eind van het seizoen 2007/2008 wist Vittoz in Bormio de wereldbekerfinale op zijn naam te schrijven. Tijdens de wereldkampioenschappen langlaufen 2009 in het Tsjechische Liberec eindigde de Fransman als zesde op de 30 kilometer achtervolging, op de 50 kilometer vrije stijl eindigde hij als negende en op de 15 kilometer klassiek als drieëntwintigste. Samen met Alexandre Rousselet, Jean-Marc Gaillard en Emmanuel Jonnier eindigde hij als negende op de 4x10 kilometer estafette.

## Resultaten

### Olympische Spelen
| Jaar | Plaats         | Resultaten                                                                                        |
| ---- | -------------- | ------------------------------------------------------------------------------------------------- |
| 1998 | Nagano         | 19e 15 km achtervolging 21e 50 km (vrije stijl) 24e 10 km (klassieke stijl) 13e 4x10 km estafette |
| 2002 | Salt Lake City | 11e 30 km (vrije stijl) 13e 20 km achtervolging 8e 4x10 km estafette                              |
| 2006 | Turijn         | 6e 30 km achtervolging 9e 50 km (vrije stijl) 14e 15 km (klassieke stijl) 4e 4x5 km estafette     |

### Wereldkampioenschappen
| Jaar | Plaats        | Resultaten                                                                                        |
| ---- | ------------- | ------------------------------------------------------------------------------------------------- |
| 1997 | Trondheim     | 16e 30 km (vrije stijl) 28e 10 km (klassieke stijl) 28e 25 km achtervolging                       |
| 1999 | Ramsau        | 45e 10 km (klassieke stijl)                                                                       |
| 2001 | Lahti         | 19e 20 km achtervolging 21e 15 km (klassieke stijl) 30e Sprint (vrije stijl)                      |
| 2003 | Val di Fiemme | 6e 50 km (vrije stijl) 28e 20 km achtervolging DNF 30 km (klassieke stijl) 11e 4x10 km estafette  |
| 2005 | Oberstdorf    | 30 km achtervolging · 6e 15 km (vrije stijl) · 5e teamsprint (vrije stijl) · 6e 4x10 km estafette |
| 2007 | Sapporo       | 10e 30 km achtervolging DNF 15 km (vrije stijl) 5e 4x10 km estafette                              |
| 2009 | Liberec       | 6e 30 km achtervolging 9e 50 km (vrije stijl) 23e 15 km (klassieke stijl) 9e 4x10 km estafette    |

### Wereldbeker

#### Eindklasseringen
| Seizoen   | Plaats | Punten |
| --------- | ------ | ------ |
| 1995/1996 | 67e    | 9      |
| 1996/1997 | 37e    | 73     |
| 1997/1998 | 54e    | 23     |
| 1998/1999 | 35e    | 78     |
| 1999/2000 | 31e    | 193    |
| 2000/2001 | 16e    | 264    |
| 2001/2002 | 24e    | 174    |
| 2002/2003 | 8e     | 352    |
| 2003/2004 | 19e    | 337    |
| 2004/2005 | Zilver | 516    |
| 2005/2006 | 5e     | 502    |
| 2006/2007 | 6e     | 463    |
| 2007/2008 | 11e    | 492    |
| 2008/2009 | 10e    | 583    |

#### Wereldbekerzeges
| Datum            | Plaats            | Onderdeel                   |
| ---------------- | ----------------- | --------------------------- |
| 23 november 2002 | Kiruna            | 10 km (vrije stijl)         |
| 27 november 2004 | Kuusamo           | 15 km (vrije stijl)         |
| 18 december 2004 | Ramsau            | 30 km (vrije stijl)         |
| 15 januari 2005  | Nové Město        | 15 km (vrije stijl)         |
| 31 december 2005 | Nové Město        | 15 km (vrije stijl)         |
| 2 januari 2007   | Oberstdorf        | 20 km achtervolging TdS     |
| 3 februari 2007  | Davos             | 15 km (vrije stijl)         |
| 15 maart 2008    | Bormio            | 20 km (klassieke stijl) WBF |
| 16 maart 2008    | Wereldbekerfinale | Wereldbekerfinale           |

*TdS = Etappezege in de Tour de Ski.
*WBF = Etappezege in de Wereldbekerfinale